# الحبيب الافتراضي
الحبيب الافتراضي، مجموعة شعرية من مؤلفات الشاعرة والكاتبة العربية السورية غادة السمان، صدرت في عام 2005، عن منشورات غادة السمان في بيروت، لبنان.